# Membraniporopsis tubigera
Membraniporopsis tubigera is een mosdiertjessoort uit de familie van de Sinoflustridae. De wetenschappelijke naam van de soort werd in 1940, als Conopeum tubigerum, voor het eerst geldig gepubliceerd door R. C. Osburn.

## Verspreiding
Membraniporopsis tubigera vormt aanvankelijk korstvormende, cirkelvormige kolonies, maar naarmate het groeit, produceert het rechtopstaande, licht verkalkte dubbellaagse bladeren. Hoewel deze soort voor het eerst werd beschreven vanuit Florida, Texas en Puerto Rico, wordt vermoed dat deze soort inheems is in het noordwesten van de Stille Oceaan, waar het werd gemeld vanuit de Japanse Zee bij Rusland. Daarnaast zijn geïntroduceerde populaties gemeld in Uruguay, Brazilië, Australië en Nieuw-Zeeland. De voorkeurshabitat van M. tubigera is onduidelijk – het wordt gevonden op aangroeiplaten en op algenbladeren, maar wordt het vaakst gezien als de omvangrijke kolonies aanspoelen op zandstranden. In Nieuw-Zeeland en Zuid-Amerika kan deze soort visnetten verstoppen en de esthetiek van recreatiestranden verstoren wanneer hij aanspoelt in grote, stinkende massa's.